# 서경로 (청주시)
서경로(Seogyeong-ro)는 충청북도 청주시 흥덕구 가경동에 있는 도로로, 총 연장은 306m이다. 도로의 명칭이 유래된 것은 인근에 위치한 서경초등학교 및 서경중학교의 명칭을 반영하였기 때문이다.

## 역사
- 2010년 2월 5일 : 도로명으로 서경로를 고시

## 주요 경유지
- 청주시 흥덕구
  - 가경동

## 접촉하는 도로
- 가경로
- 풍년로

## 주요 건물 및 시설
- 청주상현교회 (서경로 12/가경동 1595)
- 서경초등학교 (서경로 19/가경동 1584)